# Kleingebiet Ózd
Das Kleingebiet Ózd (ungarisch Ózdi kistérség) war bis Ende 2012 eine ungarische Verwaltungseinheit (LAU 1) innerhalb des Komitats Borsod-Abaúj-Zemplén. Im Zuge der Verwaltungsreform von 2013 wurde es aufgeteilt auf den Kreis Ózd (ungarisch Ózdi járás) (17 Ortschaften) und auf den neugeschaffenen Kreis Putnok (ungarisch Putnoki járás) (12 Ortschaften).
Ende 2012 lebten auf einer Fläche von 549,74 km² 67.963 Einwohner. Der Verwaltungssitz befand sich in Ózd.

## Städte (város)
- Borsodnádasd (3.279 Ew.)
- Ózd (24.361 Ew.)
- Putnok (6.810 Ew.)

## Gemeinden (község)
| Arló        | Bánréve     | Borsodbóta  | Borsodszentgyörgy | Bükkmogyorósd |
| Csernely    | Csokvaomány | Domaháza    | Dubicsány         | Farkaslyuk    |
| Gömörszőlős | Hangony     | Hét         | Járdánháza        | Kelemér       |
| Királd      | Kissikátor  | Lénárddaróc | Nekézseny         | Sajómercse    |
| Sajónémeti  | Sajópüspöki | Sajóvelezd  | Sáta              | Serényfalva   |
| Uppony      |             |             |                   |               |